# 루벤 데 라 레드
루벤 데 라 레드 구티에레스(스페인어: Rubén de la Red Gutiérrez, 1985년 6월 5일, 마드리드 지방 모스톨레스 ~)는 스페인의 전 축구 선수로, 이전에 중앙 미드필더로 활약했으며, 현재 감독이다.
그는 레알 마드리드의 채석장 출신으로 헤타페에서 자신의 입지를 다졌다. 2008년에 친정 1군에 복귀한 그는 심장 질환으로 현역 활동을 2년 동안 중지하게 되었고, 결국 2010년 말에 은퇴를 선언했다.
데 라 레드는 UEFA 유로 2008에서 우승을 차지한 스페인 국가대표팀의 일원이었다.

## 클럽 경력

### 레알 마드리드
마드리드 지방 모스톨레스 출신인 데 라 레드는 14세의 나이에 레알 마드리드의 유소년부에 입단했다. 한 때, 그는 재능이 부족하다 판단되어 모스톨레스로 보내지기도 했지만, 얼마 후 마드리드가 그를 재영입했다. 유소년부에서의 4년차에 키케 산체스 플로레스 감독이 헤타페로 이직하면서 그를 따라가려 했지만, 마드리드 측이 거절했다.
2004년 11월 10일, 데 라 레드는 2-1로 이긴 테네리페와의 코파 델 레이 경기에서 1군 신고식을 치렀다. 그가 치른 첫 라 리가 경기는 2005년 9월 22일, 3-1로 이긴 아틀레틱 빌바오와의 안방 경기로, 그 시즌이 끝날 때까지 막판 교체로 2경기 더 출전했다.
2006-07 시즌, 데 라 레드는 파비오 카펠로 감독에 의해 미겔 토레스와 미겔 앙헬 니에토와 함께 1군 선수단에 차출되었고, 리그 정상에 오른 그 시즌에 7경기를 나섰다. 2006년 11월 9일, 그는 1군 무대에서 첫 골을 신고했고, 에시하 발롬피에를 상대로 득점에 성공했다. (안방에서 5-1 승리, 합계 6-2) 2007년 7월 그는 2011년까지 유효한 재계약을 맺었다.

### 헤타페
2007년 8월 31일, 데 라 레드는 마드리드 연고의 헤타페로 이적했는데, 이 과정에서 마드리드는 2년 안에 재영입할 수 있는 인수 조항을 붙였다. 그 곳에서, 그는 선수단 주축으로 성장하여, 플레이메이커 역할을 맡았고, 또다른 레알 마드리드의 채석장 출신이자 임대로 합류한 에스테반 그라네로와 협력했다.
그 시즌 동안, 데 라 레드는 동료의 부상에 따라 중앙 수비수로 기용되기도 했으며, 특히 그는 바이에른 뮌헨과의 UEFA컵 8강전 경기에서 이 역할을 맡았지만, 2차전에서는 6분만에 퇴장을 당했다. 대륙대항전에서 그는 11경기에 나서서 3골을 득점했는데, 특히 토트넘 홋스퍼와의 2007년 10월 25일자 경기에서는 그라네로와 약속된 방식으로 동점골을 기록해 2-1 승리에 공헌했다.

### 친정 복귀와 은퇴
2008년 5월, 라몬 칼데론 레알 마드리드 회장은 2008-09 시즌에 데 라 레드가 그라네로와 하비 가르시아와 함께 산티아고 베르나베우로 돌아올 것임을 밝혔다. 언급한 바에 따르면 데 라 레드의 영입이 잠재적인 영입 대상과 연관된 교환 거래일 것으로 언급되었지만, 베언트 슈스터 감독은 이 미드필더에게 선수단에서 인상적인 활약을 할 기회를 주고 싶다 밝히며 일축했다.
2008년 8월 24일, 발렌시아와의 수페르코파 데 에스파냐 2차전에서 복귀 후 첫 골을 기록했는데, 그는 먼거리에서 공을 차 넣었고, 9월 21일 라싱 산탄데르와의 경기에서 마드리드 복귀 리그 1호골까지 추가해, 2-0 원정 경기 승리에 일조했다.
2008년 10월 30일, 데 라 레드는 레알 우니온과의 코파 델 레이 경기에서 쓰러진 후 입원했다. 그는 운동성 실신으로 진단되었다. 12월 12일, 구단은 데 라 레드가 안전을 위한 조치로 시즌 남은 기간 동안 결장할 것임을 밝혔고, 이어서 소수의 언론은 그가 심장 질환으로부터 완쾌하지 못할 것이라는 보도를 냈다.
2009년 6월 말, 추가 검진 이후에도 결과가 나오지 못하면서 데 라 레드는 2009-10 시즌을 통째로 결장했고, 그의 건강 상태를 주시하기 위해 2달에 한 번 검진을 받게 되었다. 7월 2일, 구단은 공식 웹사이트를 통해 이 소식을 전달했고, 라울 알비올이 마드리드 신입생으로 입단하면서 데 라 레드가 사용하던 등번호 18번을 받았고, 수비수는 혹시라도 데 라 레드가 복귀할 경우 본래 주인에게 반납할 것임을 약속했다.
2010년 1월, 다수의 마드리드발 소식통을 통해 레알 마드리드가 데 라 레드의 심장 문제를 "심각한 문제"로 판단해 그의 계약 취소를 시도할 것으로 보도되었다. 그 결과, 선수는 장애 보조 수당으로 월간 €1,500을 받는데 그치게 될 수 있고, 2년의 잔여 계약 기간을 감안해 급여량이 크게 줄게 될 것이었다.
2010년 11월 3일, 데 라 레드는 불과 25세의 나이에 축구화를 벗을 것임을 밝혔다. 발표 전, 그는 구단에 남아 유소년부 감독을 맡을 의사를 밝혔다.
호르헤 발다노 단장이자 구단의 전 선수이자 감독은 "이 날은 루벤 생애의 전환점이 될 것입니다. 그는 선수 경력에 마침표를 찍고 축구에 대한 모든 열정을 훈련에 쏟을 것입니다. 그는 오늘로부터 레알 마드리드의 감독진의 일원이며 우리가 무엇을 하며 어떻게 해나가는지 배우기 시작할 것입니다. 그는 모리뉴의 '연구소'의 일원이 될 것이며, 매 경기마다 강도 높게 준비할 것입니다. 루벤의 목표는 기술을 익혀 어디에 가서든 그 능력을 쓸 수 있도록 하는 것입니다. 그는 구단의 많은 연령대를 거쳤고, 그는 그 경험으로 계속해서 축구계의 일원이 될 것입니다"라고 덧붙였다.

### 헤타페 복귀
2015년 10월 20일, 데 라 레드는 3부 리그의 헤타페 2군 지휘봉을 잡았다. 구단은 그가 부임한 첫 시즌에 강등당했고, 얼마 후 그는 사표를 냈다.

## 국가대표팀 경력
데 라 레드는 2008년 3월 26일 이탈리아와의 친선경기에서 성인 국가대표팀에 차출되기 전에 스페인 U-21 국가대표팀에서 활약했지만, 출전하지는 않았고, 루이스 아라고네스 감독에 의해 UEFA 유로 2008에 참가할 국가대표팀의 23인의 선수단에 합류했고, 이어지는 페루와 미국과의 두 차례 친선전에 본선을 앞두고 출전했다. 대회 본선에서 데 라 레드는 조별 리그 최종전에 나와 6월 18일자 그리스와의 경기에서 강하게 차넣어 처음이자 마지막으로 국제대회 골을 기록해 2-1 승리를 공헌했다.

### 국가대표팀 득점 기록
| #  | 날짜            | 경기장                                | 상대   | 점수 | 최종결과 | 대회           |
| -- | --------------- | ------------------------------------- | ------ | ---- | -------- | -------------- |
| 1. | 2008년 6월 18일 | 발스 지첸하임, 잘츠부르크, 오스트리아 | 그리스 | 1–1  | 1–2      | UEFA 유로 2008 |

## 경력 통계

### 클럽
| 클럽          | 시즌      | 리그 | 리그 | 컵   | 컵 | 유럽 | 유럽 | 합계 | 합계 |
| 클럽          | 시즌      | 출장 | 골   | 출장 | 골 | 출장 | 골   | 출장 | 골   |
| ------------- | --------- | ---- | ---- | ---- | -- | ---- | ---- | ---- | ---- |
| 레알 마드리드 | 2004–05   | 0    | 0    | 1    | 0  | 0    | 0    | 1    | 0    |
| 레알 마드리드 | 2005–06   | 3    | 0    | 0    | 0  | 2    | 0    | 5    | 0    |
| 레알 마드리드 | 2006–07   | 7    | 0    | 2    | 1  | 1    | 0    | 10   | 1    |
| 레알 마드리드 | 합계      | 10   | 0    | 3    | 1  | 3    | 0    | 16   | 1    |
| 헤타페        | 2007–08   | 31   | 2    | 7    | 3  | 11   | 3    | 49   | 8    |
| 헤타페        | 합계      | 31   | 2    | 7    | 3  | 11   | 3    | 49   | 8    |
| 레알 마드리드 | 2008–09   | 7    | 1    | 3    | 1  | 1    | 0    | 11   | 2    |
| 레알 마드리드 | 2009–10   | 0    | 0    | 0    | 0  | 0    | 0    | 0    | 0    |
| 레알 마드리드 | 합계      | 7    | 1    | 3    | 1  | 1    | 0    | 11   | 2    |
| 경력 합계     | 경력 합계 | 48   | 3    | 13   | 5  | 15   | 3    | 76   | 11   |

1. ↑  코파 델 레이 및 수페르코파 데 에스파냐 출전 경기 포함
2. ↑  UEFA 챔피언스리그, UEFA컵, 및 UEFA 슈퍼컵 출전 경기 포함

## 감독 통계
2016년 5월 15일 기준
| 헤타페 B  | 스페인    | 2015년 10월 20일 | 2016년 6월 16일 | 29 | 9 | 0 | 20 | 31.03 |
| 경력 합계 | 경력 합계 | 경력 합계        | 경력 합계       | 29 | 9 | 0 | 20 | 31.03 |

## 수상

### 클럽
레알 마드리드
- 라 리가: 2006–07
- 수페르코파 데 에스파냐: 2008

헤타페
- 코파 델 레이 준우승: 2007–08

### 국가대표팀
스페인 U-19
- UEFA U-19 축구 선수권 대회 : 2004

스페인
- UEFA 유럽 축구 선수권 대회: 2008